# Clifton Hill (Estados Unidos)
Clifton Hill es una ciudad ubicada en el condado de Randolph en el estado estadounidense de Misuri. En el Censo de 2010 tenía una población de 114 habitantes y una densidad poblacional de 255,9 personas por km².

## Geografía
Clifton Hill se encuentra ubicada en las coordenadas 39°26′19″N 92°39′49″O / 39.43861, -92.66361. Según la Oficina del Censo de los Estados Unidos, Clifton Hill tiene una superficie total de 0.45 km², de la cual 0.45 km² corresponden a tierra firme y (0%) 0 km² es agua.

## Demografía
Según el censo de 2010, había 114 personas residiendo en Clifton Hill. La densidad de población era de 255,9 hab./km². De los 114 habitantes, Clifton Hill estaba compuesto por el 93.86% blancos, el 3.51% eran afroamericanos, el 0% eran amerindios, el 0% eran asiáticos, el 0% eran isleños del Pacífico, el 0% eran de otras razas y el 2.63% pertenecían a dos o más razas. Del total de la población el 0% eran hispanos o latinos de cualquier raza.